# Bootswerft Empacher
Die  Bootswerft Empacher GmbH mit Sitz in Eberbach ist eine der weltweit größten Bootswerften für Rennruderboote. Die Bootswerft lackiert ihre Boote traditionell fast ausschließlich in gelb. Da alle Rennruderboote Einzelanfertigungen sind, wird nur auf Bestellung gefertigt.

## Geschichte

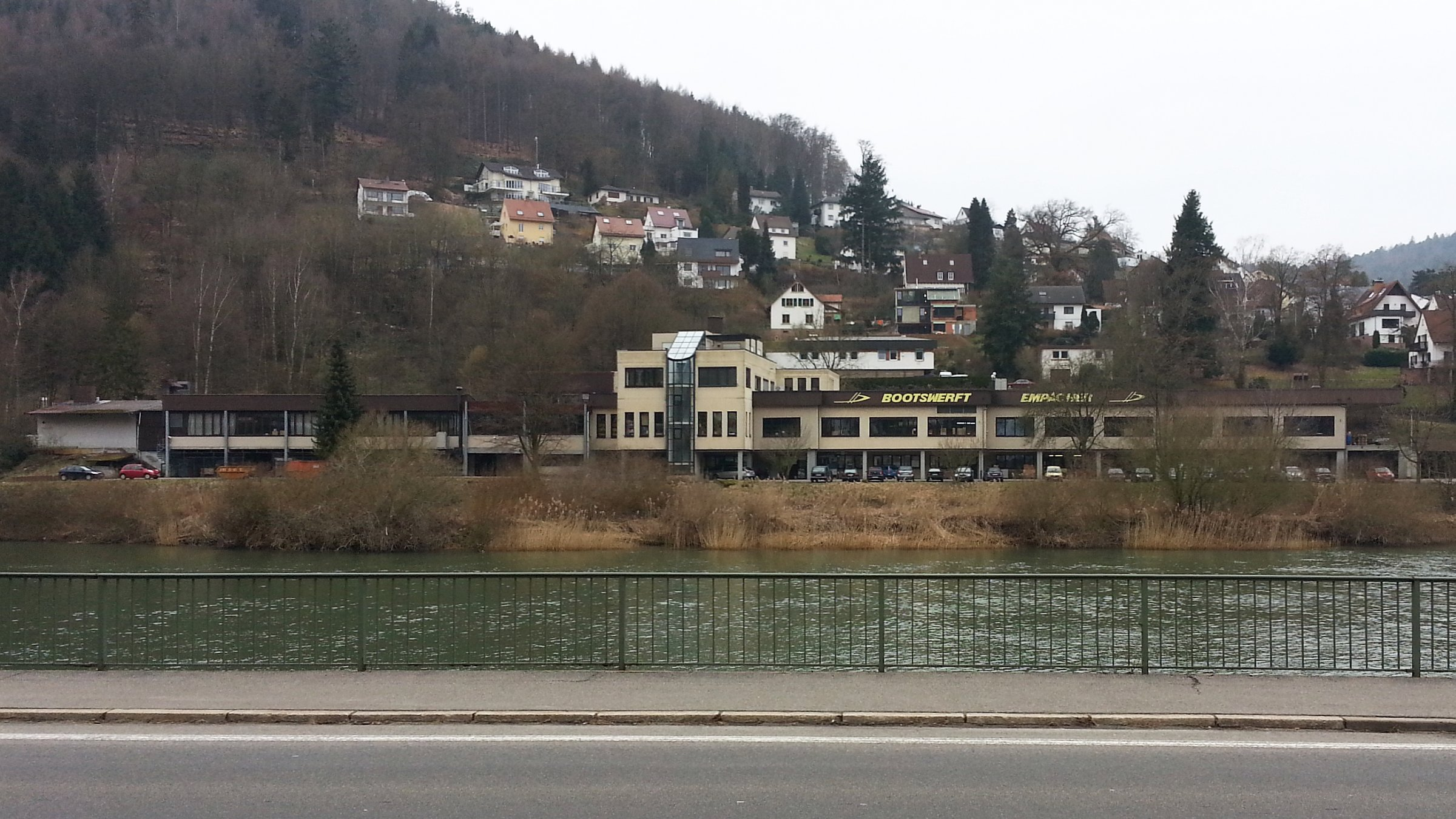
Firmensitz der Bootswerft Empacher am Neckar in Eberbach

Die Bootswerft wurde 1923 ursprünglich in Königsberg von Willy Empacher gegründet und war auf die Anfertigung von Segel- und Motoryachten spezialisiert. Durch die Unterstützung von Wilhelm Karlisch erweiterte man das Sortiment um Eissegelboote. Ab 1930 zählte die Bootswerft über 100 Mitarbeiter. Im Zweiten Weltkrieg stellte sie Rettungsboote für die Marine her. Nach Kriegsende flüchtete Willy Empacher 1945 mit seiner Familie aus Ostpreußen zunächst nach Schleswig-Holstein und gelangte 1947 mittellos nach Baden-Württemberg, wo er sich in Eberbach niederließ.

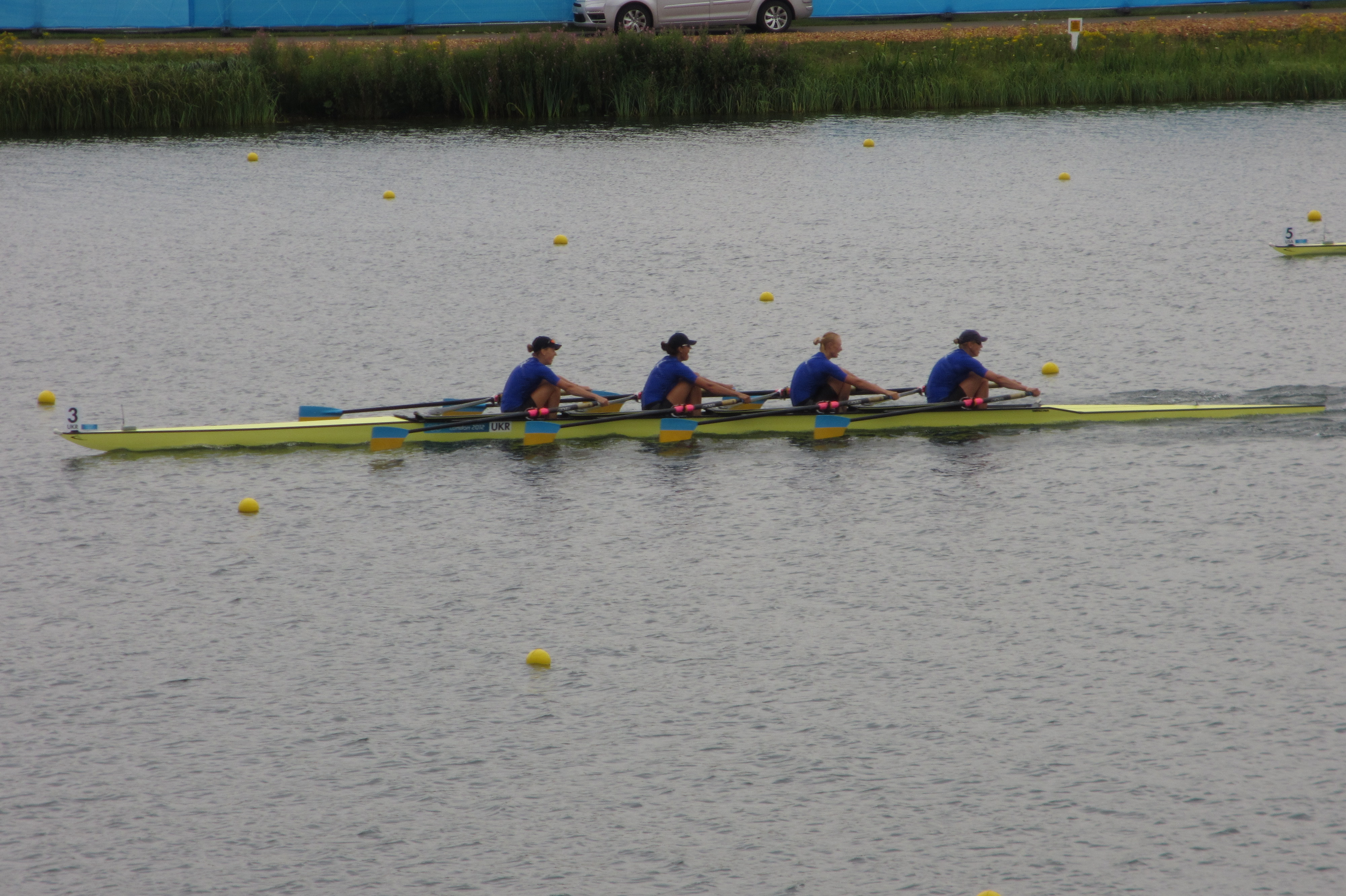
Ein Doppelvierer von Empacher mit der typisch gelben Lackierung bei den Olympischen Spielen 2012

1948 übernahm Willy Empacher die Bootswerft der Familie Seibert in Eberbach. In der Anfangszeit wurden vor allem Rennruderboote repariert. Ab 1952 wurden auch eigene Rennruderboote gebaut, so dass 1953 ein Umzug auf ein größeres Gelände nötig wurde. Als Jochen Meißner 1968 bei den Olympischen Spielen in Mexiko die Silbermedaille in einem Skiff der Bootswerft Empacher gewann, erlebte das familiengeführte Unternehmen einen regelrechten Boom.
Weitere Erfolge der von Empacher hergestellten Rennruderboote sicherten das Unternehmen finanziell ab. 1970 übernahm der Sohn von Willy Empacher, Hans Empacher, die Leitung der Bootswerft. Hans Empacher, der vorher in der Luft- und Raumfahrt tätig gewesen war, optimierte den Betrieb und richtete ihn verstärkt auf den Bau von Kunststoffbooten aus. 1977 wurde die Holzbootwerft erneuert, 1990 auch die Kunststoffbootswerft modernisiert.
Zurzeit wird die Bootswerft von Helmut Empacher geführt. 2010 sei nach Firmenangaben etwa die Hälfte aller Teilnehmer an internationalen Regatten in Rennruderbooten von Empacher angetreten.

## Entwicklungen
- Kunststoffboote: 1956 entwickelte Empacher zusammen mit der BASF erste Kunststoffboote, 1972 errang erstmals eine Mannschaft in einem Kunststoffvierer in sogenannter Sandwichbauweise eine olympische Goldmedaille. 1983 hatte Empacher die Technik soweit verbessert, dass Kunststoffboote ohne finanzielle Nachteile produziert werden konnten. Der Verkauf von Holzbooten ging ab etwa 1987 rapide zurück.
- Kohlenstofffaser-verstärkte Boote: Empacher produziert aktuell fast nur noch in dieser Bauart, die seit 1980 immer weiterentwickelt wurde, so dass die meisten Rennruderboote nur noch aus mit Kohlenstoff- oder Aramidfasern verstärkten Kunstharzen bestehen.